# Clay and Friends
Clay and Friends est un groupe musical québécois de soul, de funk et de hip-hop. Le groupe a été fondé en 2014 et est originaire de Verdun, à Montréal. Reconnu pour leur production indépendante, le groupe n'a aucun contrat avec une maison de disque.

## Historique
Le groupe Clay and Friends s'est formé au fil du temps, avec Mike Clay comme membre fondateur. Quelques années après, Adel, un beatmaker, rejoint le groupe. Au fur et à mesure, d'autres membres s'ajoutent, créant une formation cohérente qui prend forme lors d'un voyage en Europe. De retour à Montréal, le groupe développe son identité musicale, profondément liée au quartier de Verdun où il répète régulièrement. Ce quartier est également le lieu de nombreux partenariats, notamment pour le garage où leur van est entretenu et le studio de répétition situé à proximité.
Clay and Friends ont également participé à l'inauguration de la scène du Festival de jazz de Verdun. Leur musique reflète une connexion locale, influencée par l'environnement de ce quartier.

## Membres
Le groupe est composé de 5 membres,.
- Michael Mlakar (surnommé Mike Clay), chanteur et multi-interprète
- Adel Kazi-Aoual (surnommé Poolboy), beatmaker et beatboxer
- Clément Langlois-Légaré (surnommé Pops), guitariste
- Pascal Boisseau (surnommé Kilah B), bassiste
- Émile Désilets (surnommé Alvaro), claviériste

Michael et Adel sont tout deux d'origines algériennes, tandis que Clément, Pascal et Émile sont d'origines québécoises.

## Prix et distinctions
Leur chanson « Going up the coast » est certifié Or par Music Canada commémorant les 40 000 ventes numériques du single depuis 2018.
En 2022, leur chanson « Bouge ton thang » est nommée au gala de l'ADISQ dans la catégorie « chanson de l'année ».
En 2023, Clay and Friends gagne un Prix Félix dans la catégorie « spectacle de l'année – autres langues et multilingues » pour son spectacle AGUÀ, au 45e gala des prix Félix.
Le groupe a interprété et coécrit la chanson thème de l'émission spéciale Infoman 2022, ce qui leur a valu un prix Gémeaux dans la catégorie « Meilleur thème musical », en 2023.

## Vidéographie[20]
Le Band a fait plusieurs vidéoclips et quelques sketchs humoristiques pour la promotion de leur nouveaux albums et produits dérivés.